# طبقات الأبصار
طبقات الأبصار هو كتاب لأبي بكر الرازي، اهتم الرازي في هذا الكتاب بالعين البشرية والبصر، وأن البصر نتيجة للضوء الخارجي وأن العين طالما لا يوجد ضوء لا ترى، الناس كانوا يعتقدون قديما أن العين هي مصدر الرؤية.